# Apteropanorpa
Apteropanorpa is een geslacht van schorpioenvliegen (Mecoptera) uit de familie Apteropanorpidae. De wetenschappelijke naam is voor het eerst geldig gepubliceerd door Carpenter in 1941, die bij publicatie de nieuwe soort Apteropanorpa tasmanica aanwees als typesoort.
De Apteropanorpa zijn ongevleugelde roofinsecten, waarvan de larven leven in mossen. 
Er zijn vier beschreven soorten, die voorkomen in Tasmanië.

## Soorten
- Soort: Apteropanorpa evansi Byers & Yeates, 1999
- Soort: Apteropanorpa hartzi Palmer, Trueman, & Yeates, 2007
- Soort: Apteropanorpa tasmanica Carpenter , 1941
- Soort: Apteropanorpa warra Palmer, Trueman, & Yeates, 2007